# Exilia
Exilia est un groupe italien de nu metal, originaire de Milan. Leur musique est un mélange d'influences rock, hard rock et de metal alternatif.

## Historique

### Débuts (1998–2002)
Exilia se forme en 1998 à Milan, en Italie, quand Masha Bonetti fait la rencontre du guitariste Elio Fabro. Ils jouent en concert avec Oomph!, Guano Apes, H-Blockx, Clawfinger, HIM, Therapy?, In Extremo, Rammstein, God Forbid, Sanctorum et Ill Nino.
Leur premier album, Rightside UP, est composé en 2000. Le suivant, Unleashed, donne un son un peu plus agressif.

### Unleashed(2003–2005)

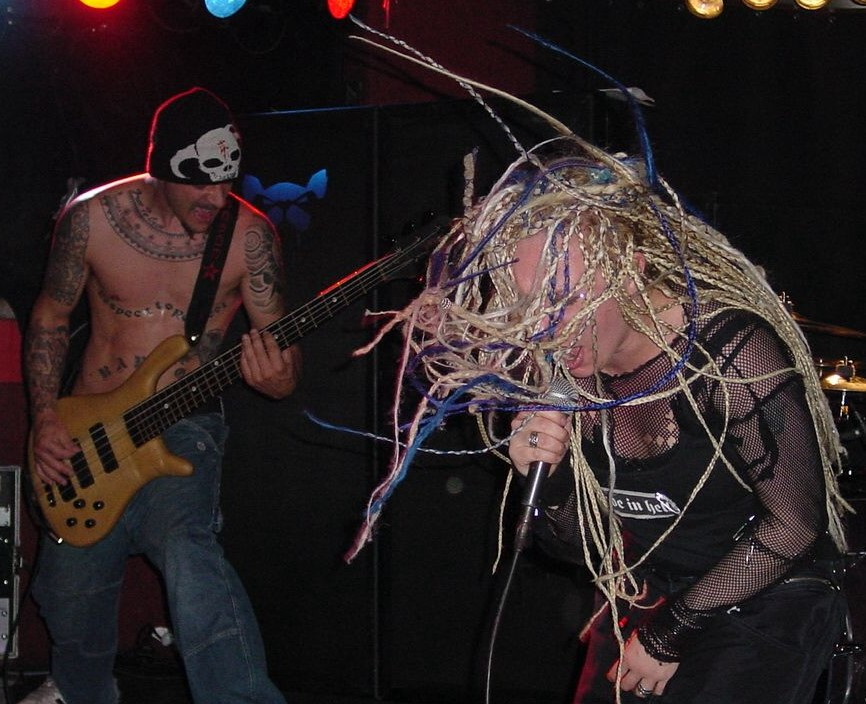
Exilia sur scène au Heidelberger Schwimmbad Musik Club.

En mars 2004, ils participent à la double-compilation Crossing All Over Vol. 17 avec des groupes comme Placebo, Machine Head, Radiohead, Coldplay, HIM, Nickelback, Oomph!, et Sepultura. En avril 2004, ils publient leur premier clip, Stop Playing God, à Koln (D) réalisé par Ercin Filizli en association avec les chaînes VIVA, VIVA+ et Onyx TV en Allemagne. En mai 2004, ils publient l'album Unleashed, qui atteint la 38e position des classements allemands. Après la sortie de l'album par GUN Records/BMG, le groupe joue avec Ill Nino, Die Ärzte, et P!NK. En août 2004, le nouveau single Coincidence, issue d'Unleashed atteint la 34e place des classements grâce à son clip.
En mars 2005, le single Can't Break Me Down est publié en vidéo. Can't Break Me Down est composé en 2004 et rentre par la suite dans le Top 40 en Allemagne. En avril 2005, Andrea Ge quitte le groupe et Ale prend sa place en tant que batteur. Le plus gros succès du groupe a été, et est toujours, Can't Break Me Down, du single du même nom, enregistré en 2005.

### Nobody Excluded(2006–2008)
En avril 2006, le groupe est confirmé pour le festival Summer Breeze Open Air, programmé du 17 et 19 août 2006 à Dinkelsbuehl, en Allemagne, aux côtés notamment de 1349, Morbid Angel, My Dying Bride, The Haunted, Scar Symmetry, Visions of Atlantis et Volbeat.
En 2006, Exilia retourne en studio et en ressort avec un album, Nobody Excluded. Il comprend des sonorités encore plus agressives que sur Unleashed, avec des parties plus industrielles, comme avec la chanson In a Coma. Plus tard dans l'année, après avoir tourné le clip de Kill Me, le premier single de Nobody Excluded, le groupe sort un nouveau single, Your Rain, accompagné de son clip et de quelques remixes. Nobody Excluded possède son propre clip, publié le 30 juin 2006. Le 27 octobre 2006, en Allemagne, sort le CD single Your Rain en édition limitée cinq titres qui comprend Your Rain, Never Again, Remind Me, Snakes, et Kill Me.
Au début 2007, après le rétablissement de Masha, à la suite de son bras cassé, le groupe retourne en tournée. Cependant le bassiste Random quitte le groupe et est remplacé par Privacy. En novembre 2007, Exilia commence une tournée européenne en Allemagne, en Belgique, aux Pays-Bas et en Suisse. En décembre 2007, la préproduction de l'album d'Exilia commence.

### My Own Army(2008–2009)
Entre mai et juin 2008, l'enregistrement de leur nouvel album s'effectue aux studios Principal. L'album est produit par Dave Chavarri (d'Ill Nino et Sepultura) et Masha Mysmane. En octobre 2008, l'album est mixé par Temple studios à Los Angeles par Jeremy Blair (de Fear Factory, Coal Chamber, et Guns and Roses) et Jeff Hannanh (Black Light Burns). En novembre 2008, l'album est masterisé par Sterling Sound à New York, et le groupe révèle le titre de l'album : My Own Army, dont le premier single s'intitule Are You Breathing?. Le 17 décembre 2008, la nouvelle vidéo Are You Breathing? est tournée par le réalisateur Tobias Dannappel.
En début février 2009, le groupe publie une bande-annonce vidéo de son nouvel album. Le 20 février 2009, My Own Army est publié en Europe. Le 20 avril 2009, My Own Army est publié aux États-Unis par Koch Records. En février 2009, une tournée tournée européenne démarre avec 35 dates aux côtés d'Ill Nino et God Forbid ; la tournée touche l'Allemagne, la Belgique, l'Espagne, l'Autriche, la Suisse, Portugal, l'Italie et le Royaume-Uni. En juin 2009, Peavey (la société américaine d'amplificateur) décide de faire la promotion d'Exilia. Le 21 septembre 2009, le single et la vidéo In the Air Tonight sont publiées.

### Naked(2010)
En janvier 2010, après la tournée d'Exilia, le groupe se dirige au studio pour l'édition limitée de l'album Naked. Elle comprend des versions inédites de Stop Playing God, Coincidence, et Starseed, ainsi qu'une chanson inédite intitulée No Tears for You. No Tears for You devient le nouveau single d'Exilia, et est mixé aux White Studios à Berlin par Clemens Matznick (de Guano Apes et Within Temptation).
En mars 2010, Exilia est invité au festival SXSW à Austin, au Texas. Le 28 mai 2010, Naked est publié en Europe. Une vidéo de la chanson No Tears for You est publié le 14 juin 2010. l'European Phoenix Fall Tour débute le 1er octobre 2010 à Milan. Le groupe tourne en Suisse, en Autriche, en Allemagne, au Royaume-Uni, et en Italie en décembre 2010.

### Decode(2011–2014)
Exilia revient aux Principal Studios en Allemagne pour enregistrer son cinquième album Decode, qui comprend douze chansons. En février 2011, le groupe révèle la couverture de Decode. L'enregistrement de Decode par Exilia est effectué en mars 2012 au ZYX Music. Stephan « Gudze » Hinz (bassiste du groupe crossover H-Blockx) participe au Over the Edge, et Dave Pensado mixe Satellite. En janvier 2012, Exilia réalise un clip pour le premier single, Over The Edge, avec Oliver Sommer aux Ava Studios. Le 4 mars 2012, ce premier single devient le thème de la compétition European Wrestling (EWP). Le 30 mars 2012, l'album Decode est publié et soutenu en tournée en Europe avec Megaherz et Hed PE. La chanteuse du groupe décrit l'album comme « quelque chose de réel, quelque chose qui ne peut être contenu dans une simple boîte commerciale. » En novembre 2012, le groupe présente la vidéo de leur second single issu de l'album, Satellite, mixé par Dave Pensado. Satellite est un chant de révolte qui décrit l'inutilité des bombes, de la déforestation...
En mars 2013, le groupe s'envole aux États-Unis pour soutenir l'album Decode de San Francisco à Los Angeles, jouant au Whisky-a-Go-Go ; ils participent au SXSW à Austin, au Texas, et au Rooftop Club pendant deux journées consécutives.
Entre mai et juillet 2013, Exilia joue avec Drowning Pool à leur tournée Resilience Tour pendant deux mois sur la côte est. Le groupe travaille plus tard sur la préproduction de leur nouvel album prévu pour février 2014.

### Purity(depuis 2015)
Exilia annonce leur nouvel album, Purity, en avril 2015.

## Discographie

### Albums studio
- 2000 : Rightside UP
- 2004 : Unleashed
- 2006 : Nobody Excluded
- 2009 : My Own Army
- 2012 : Decode
- 2015 : Purity

### Singles
- 2003 : Underdog EP
- 2004 : Stop Playing God
- 2004 : Coincidence
- 2005 : Can't Break Me Down